# Kabinett Woidke III
Das dritte Kabinett Woidke bildete vom 20. November 2019 bis zum 11. Dezember 2024 die Landesregierung von Brandenburg.
Nach der Landtagswahl in Brandenburg 2019 führten die drei Parteien SPD, CDU und Bündnis 90/Die Grünen Koalitionsverhandlungen, die am 25. Oktober 2019 mit der Unterzeichnung eines Koalitionsvertrages endeten. Am 20. November 2019 wählte der Brandenburger Landtag Dietmar Woidke zum dritten Mal zum Ministerpräsidenten. Anschließend wurden er und sein Kabinett vereidigt. Ab der konstituierenden Sitzung des 8. Brandenburger Landtags am 17. Oktober 2024 infolge der Landtagswahl in Brandenburg 2024 amtierte das Kabinett geschäftsführend bis zur Amtsübernahme der neuen, als Koalition aus SPD und BSW Brandenburg gebildeten Landesregierung am 11. Dezember 2024.

## Abstimmung im Landtag Brandenburg
| Wahlgang                                                                                | Kandidat          | Kandidat             | Stimmen    | Stimmenzahl | Anteil (abgegebene Stimmen) |
| --------------------------------------------------------------------------------------- | ----------------- | -------------------- | ---------- | ----------- | --------------------------- |
| 1. Wahlgang                                                                             |                   | Dietmar Woidke (SPD) | Ja-Stimmen | 47          | 53,4 %                      |
| 1. Wahlgang                                                                             | Nein-Stimmen      | Dietmar Woidke (SPD) | 37         | 42,0 %      |                             |
| 1. Wahlgang                                                                             | Enthaltungen      | Dietmar Woidke (SPD) | 3          | 3,4 %       |                             |
| 1. Wahlgang                                                                             | Ungültige Stimmen | Dietmar Woidke (SPD) | 0          | 0,0 %       |                             |
| 1. Wahlgang                                                                             | Nichtteilnahme    | Dietmar Woidke (SPD) | 1          | 1,1 %       |                             |
| Damit wurde Dietmar Woidke wieder zum Ministerpräsident des Landes Brandenburg gewählt. |                   |                      |            |             |                             |

Woidke erhielt damit drei Stimmen weniger als seine Koalition aus SPD, CDU und Grünen Abgeordnete hatte.

## Kabinett
| Amt bzw. Ressort                                                       | Bild                                                                                 | Name                                                                                  | Parteien | Parteien | Staatssekretär                                                            | Partei                | Partei                |  |
| ---------------------------------------------------------------------- | ------------------------------------------------------------------------------------ | ------------------------------------------------------------------------------------- | -------- | --- | ------------------------------------------------------------------------- | --------------------- | --------------------- |  |
| Ministerpräsident Staatskanzlei                                        |                                                                                      | Dietmar Woidke                                                                        |          | SPD |                                                                           |                       |                       |  |
| Erster stellvertretender Ministerpräsident                             |                                                                                      | Michael Stübgen                                                                       |          | CDU |                                                                           |                       |                       |  |
| Minister des Innern und für Kommunales                                 | Klaus Kandt (bis 9. Oktober 2020) Markus Grünewald (ab 10. November 2020) Kommunales | Michael Stübgen                                                                       |          | CDU | parteilos                                                                 |                       |                       |  |
| Minister des Innern und für Kommunales                                 | Uwe Schüler Inneres (bis 27. Februar 2023)                                           | Michael Stübgen                                                                       |          | CDU | CDU                                                                       |                       |                       |  |
| Zweite stellvertretende Ministerpräsidentin                            |                                                                                      | Ursula Nonnemacher (bis 22. November 2024)                                            |          | Bündnis 90/Die Grünen                                                                                                  |                                                                           |                       |                       |  |
| Ministerin für Soziales, Gesundheit, Integration und Verbraucherschutz | Anna Heyer-Stuffer (bis 4. Dezember 2022) Antje Töpfer (ab 5. Dezember 2022)         | Ursula Nonnemacher (bis 22. November 2024)                                            |          | Bündnis 90/Die Grünen                                                                                                  | Bündnis 90/Die Grünen                                                     |                       |                       |  |
| Ministerin für Soziales, Gesundheit, Integration und Verbraucherschutz | Michael Ranft (bis 3. Januar 2024)                                                   | Ursula Nonnemacher (bis 22. November 2024)                                            |          | Bündnis 90/Die Grünen                                                                                                  | parteilos                                                                 |                       |                       |  |
| Ministerin für Soziales, Gesundheit, Integration und Verbraucherschutz | Thomas Götz (ab 16. Januar 2024)                                                     | Ursula Nonnemacher (bis 22. November 2024)                                            |          | Bündnis 90/Die Grünen                                                                                                  | Bündnis 90/Die Grünen                                                     |                       |                       |  |
| Ministerin für Soziales, Gesundheit, Integration und Verbraucherschutz |                                                                                      | Kathrin Schneider (ab 22. November 2024 mit der Wahrnehmung der Geschäfte beauftragt) |          | SPD | Thomas Götz Antje Töpfer                                                  | Bündnis 90/Die Grünen |                       |  |
| Ministerin der Justiz                                                  |                                                                                      | Susanne Hoffmann                                                                      |          | CDU | Christiane Leiwesmeyer                                                    |                       | CDU                   |  |
| Ministerin der Finanzen und für Europa                                 |                                                                                      | Katrin Lange                                                                          |          | SPD | Frank Stolper Finanzen                                                    |                       | parteilos             |  |
| Ministerin der Finanzen und für Europa                                 | Jobst-Hinrich Ubbelohde Europa                                                       | Katrin Lange                                                                          |          | SPD |                                                                           |                       | parteilos             |  |
| Minister für Infrastruktur und Landesplanung                           |                                                                                      | Guido Beermann (bis 21. November 2023)                                                |          | CDU | Rainer Genilke (bis 21. November 2023) Uwe Schüler (ab 22. November 2023) |                       | CDU                   |  |
| Minister für Infrastruktur und Landesplanung                           | Rainer Genilke (ab 22. November 2023)                                                |                                                                                       |          | CDU | Rainer Genilke (bis 21. November 2023) Uwe Schüler (ab 22. November 2023) |                       | CDU                   |  |
| Minister für Wirtschaft, Arbeit und Energie                            |                                                                                      | Jörg Steinbach                                                                        |          | SPD | Hendrik Fischer                                                           |                       | SPD                   |  |
| Minister(in) für Bildung, Jugend und Sport                             |                                                                                      | Britta Ernst (bis 17. April 2023)                                                     | SPD      | Ines Jesse (bis 9. Januar 2022) Steffen Freiberg (10. Januar 2022 bis 10. Mai 2023) Claudia Zinke (ab 15. August 2023) | SPD                                                                       |                       |                       |  |
| Minister(in) für Bildung, Jugend und Sport                             | Steffen Freiberg (ab 10. Mai 2023)                                                   |                                                                                       | SPD      | Ines Jesse (bis 9. Januar 2022) Steffen Freiberg (10. Januar 2022 bis 10. Mai 2023) Claudia Zinke (ab 15. August 2023) | SPD                                                                       |                       |                       |  |
| Minister für Landwirtschaft, Umwelt und Klimaschutz                    |                                                                                      | Axel Vogel (bis 22. November 2024)                                                    |          | Bündnis 90/Die Grünen                                                                                                  | Silvia Bender (bis 7. Dezember 2021) Anja Boudon (ab 4. Januar 2022)      |                       | Bündnis 90/Die Grünen |  |
| Minister für Landwirtschaft, Umwelt und Klimaschutz                    |                                                                                      | Katrin Lange (ab 22. November 2024 mit der Wahrnehmung der Geschäfte beauftragt)      |          | SPD | Silvia Bender (bis 7. Dezember 2021) Anja Boudon (ab 4. Januar 2022)      |                       | Bündnis 90/Die Grünen |  |
| Ministerin für Wissenschaft, Forschung und Kultur                      |                                                                                      | Manja Schüle                                                                          |          | SPD | Tobias Dünow                                                              |                       | SPD                   |  |
| Chefin der Staatskanzlei                                               |                                                                                      | Kathrin Schneider                                                                     | SPD      | Benjamin Grimm (bis Oktober 2024)                                                                                      | SPD                                                                       |                       |                       |  |
| Chefin der Staatskanzlei                                               | Jutta Jahns-Böhm (bis 30. September 2022) Friederike Haase (ab 1. Oktober 2022)      | Kathrin Schneider                                                                     | SPD      | | SPD                                                                       |                       |                       |  |

## Ausscheiden der Grünen aus der Koalition
Am 22. November 2024 entband Woidke (SPD) während einer laufenden Bundesratssitzung Gesundheitsministerin Ursula Nonnemacher (Grüne) von ihren Amtsgeschäften. Damit stellte Woidke ein einheitliches Abstimmungsverhalten Brandenburgs zur Anrufung des Vermittlungsausschusses bezüglich der von Bundesgesundheitsminister Karl Lauterbachs (SPD) initiierten Krankenhausreform sicher. Nonnemacher hatte angekündigt, sich bei der Abstimmung enthalten zu wollen; somit wäre die Stimme Brandenburgs nicht gewertet worden. Eine Mehrheit der Länder kam für die Anrufung des Vermittlungsausschusses im Bundesrat dennoch nicht zustande und Lauterbachs Gesetzentwurf konnte somit passieren.
Daraufhin bat der geschäftsführende Landwirtschaftsminister Axel Vogel (Grüne) den Ministerpräsidenten am selben Tag, ihn ebenfalls von den Amtsgeschäften zu entbinden. Damit waren keine grünen Minister im Kabinett mehr vertreten.
Kritik an der Entlassung kam von den beiden Koalitionspartnern CDU und Grüne sowie von AfD und Linke. Bundesgesundheitsminister Karl Lauterbach äußerte Bedauern zu Nonnemachers Entlassung.